# Philippe Boulland

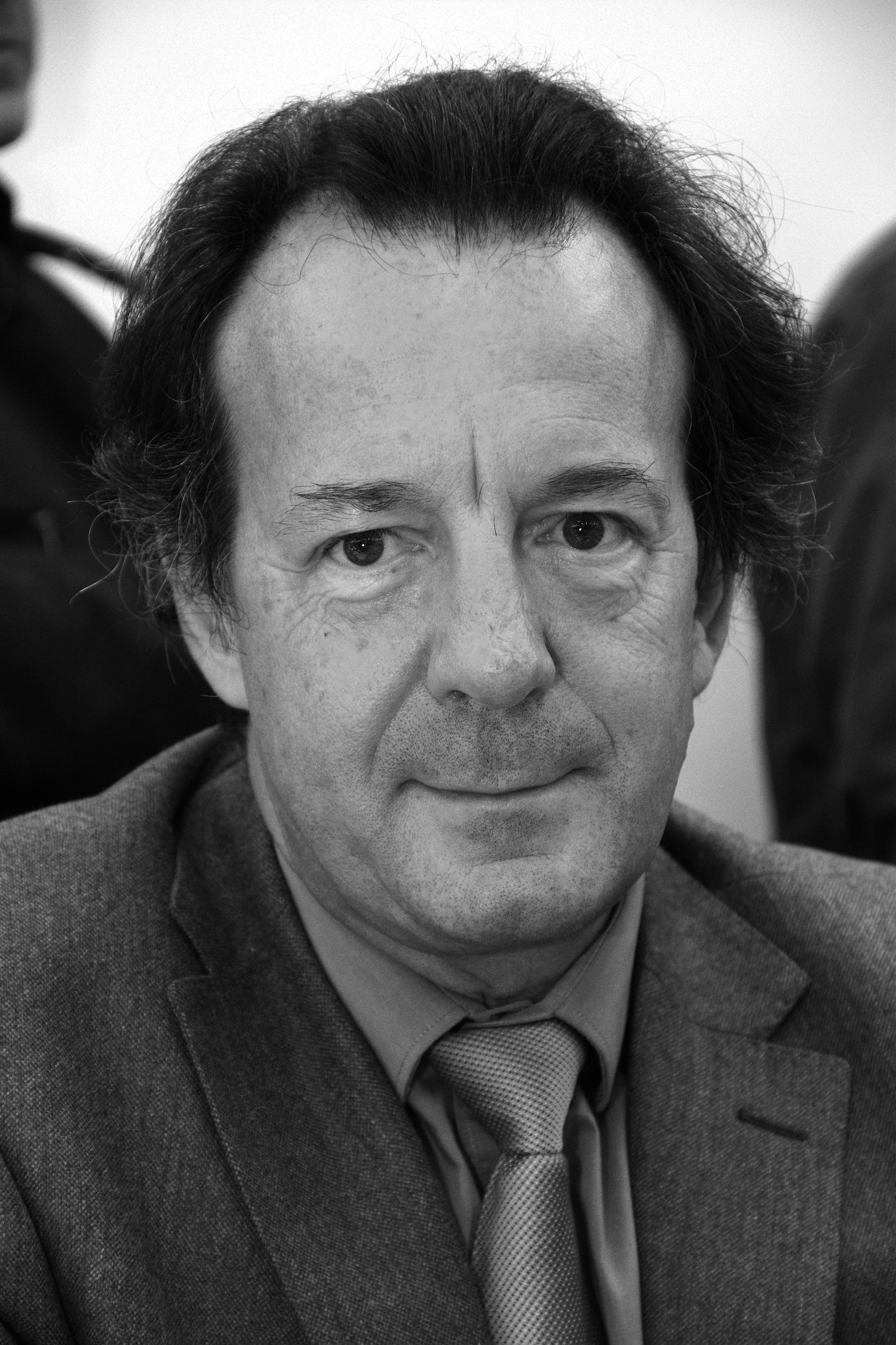
Philippe Boulland

Philippe Boulland (* 18. August 1955 in Markala (Mali)) ist ein französischer Politiker (UMP).
Boulland trägt den Titel Doktor der Medizin und war zunächst Facharzt für Allgemeinmedizin. Er erwarb das Zeugnis über Sonderstudien im Fach Luft- und Raumfahrtmedizin, das Arztdiplom und das Diplom in Tropenmedizin und Parasitologie. 1985 begann er als Facharzt für Allgemeinmedizin.
Boulland war von 1989 bis 1995 stellvertretender Bürgermeister von Betz und wurde danach Bürgermeister. Seit 2005 ist er wieder stellvertretender Bürgermeister. Seit 2001 ist er erster Vizepräsident der Communauté de communes du Pays de Valois und Mitglied des Generalrats des Departements Oise. Ferner ist er Präsident der örtlichen Arbeitsvermittlungsagentur und Vorsitzender der Bürgermeistervereinigung sowie Mitglied oder Schirmherr mehrerer humanitärer Verbände. Am 13. Dezember 2010 rückte Boulland für Pascale Gruny in das Europäische Parlament nach.

## EU-Abgeordneter
Boulland ist in der Fraktion der Europäischen Volkspartei und Mitglied im Ausschuss für Beschäftigung und soziale Angelegenheiten, im Petitionsausschuss und in der Delegation im Gemischten Parlamentarischen Ausschuss EU-Türkei.